# Hans Adolf Krebs
Hans Adolf Krebs (n. 25 august 1900, Hildesheim, Germania – d. 22 noiembrie 1981, Oxford, Anglia, Regatul Unit) a fost un biolog, medic și biochimist german-britanic. A fost un pionier al studiului respirației celulare, a proceselor biochimice din celula vie prin care energia este extrasă din alimente și oxigen. Este cunoscut pentru că a descoperit două secvențe ciclice de reacții chimice majore care au loc în celulele umane și animale, mai exact ciclul Krebs (care îi poartă numele) și ciclul ureei. Pentru descoperirea ciclul Krebs, a primit Premiul Nobel pentru Fiziologie sau Medicină în 1953. Împreună cu Hans Kornberg, a descoperit și ciclul glioxilatului, un ciclul analog ciclului Krebs dar care are loc în plante, bacterii, protiste și fungi.